# CSS Skywalker
CSS Skywalker (ang. Commercial Space Station Skywalker) – nazwa projektowanej prywatnej stacji kosmicznej. Plan jej budowy ogłosił w 2005 r. Robert Bigelow, założyciel i właściciel firmy Bigelow Aerospace. Realizacja tego projektu oznaczała powstanie pierwszej prywatnej stacji kosmicznej. Realizacja tego pomysłu wymagała znacznych funduszy, które zabezpieczył Robert Bigelow, potentat w branży hotelarskiej.

## Opis stacji
Docelowo stacja miała mieć około 900 m³ przestrzeni użytecznej. Składać się miała z czterech modułów: załogowego, napędowego i dwóch modułów mieszkalno-turystycznych Nautilus. W sumie na stacji miało przebywać jednocześnie 12 kosmicznych turystów oraz załoga. Według założeń, miesięczne wakacje na stacji miały kosztować około 15 mln USD, co przy pełnym obłożeniu dałoby 2,16 mld USD przychodu rocznie. Według specjalistów, bardziej realna liczba to 20-30 osób rocznie.
Stacja miała znajdować się na orbicie wokółziemskiej na wysokości ok. 560 km nad powierzchnią Ziemi, czyli o ponad 200 km wyżej niż Międzynarodowa Stacja Kosmiczna (ISS). Przewidywano, że zaopatrzenie i dowóz załogi będą odbywać się za pomocą rosyjskich statków Sojuz, jednak obecnie załogi dostarczane będą za pomocą pojazdów Boeing CST-100.

## Pierwotny harmonogram budowy
- 1999 rozpoczęcie projektu
- 2006 Genesis I – wyniesienie na orbitę pierwszego prototypu
- 2007 Genesis II – wyniesienie na orbitę drugiego prototypu (wciąż na orbicie)[3]
- 2008 Galaxy – planowane wyniesienie na orbitę trzeciego prototypu – zostało odwołane[4]
- 2010–2011 – budowa stacji orbitalnej

## Stan obecny i plany
Projekt stacji Skywalker ulegał z czasem modyfikacjom. W połowie 2010 r. Bigelow Aerospace ogłosiła nieco zmieniony plan budowy stacji. Już wcześniej zaprzestano używania jej dotychczasowej nazwy. Obecnie firma posługuje się nazwą Next-Generation Commercial Space Station. Zmienione zostało również przeznaczenie stacji: większy nacisk kładzie się na udostępnianiu jej i wynajmowaniu poszczególnych modułów krajom, których nie stać na samodzielne prace w zakresie astronautyki załogowej. Cele turystyki kosmicznej zeszły na drugi plan.
Do transportu załóg do stacji planuje się wykorzystywać 7-osobową kapsułę załogową CST-100, którą Bigelow Aerospace projektuje wspólnie z zakładami Boeing.
Według aktualnych planów budowa stacji Bigelowa będzie odbywać się według następującego harmonogramu:
- 2014 Sundancer – planowane wyniesienie na orbitę głównego modułu załogowego[6]
- 2014 MDPB – wyniesienie modułu napędowego
- 2015 BA 330 (dawniej: Nautilus) – wyniesienie na orbitę pierwszego modułu mieszkalnego
- 2015 BA 330 – wyniesienie na orbitę kolejnego modułu mieszkalnego
- 2015 – początek eksploatacji stacji